# دان ستيفنسون
دان ستيفنسون (بالإنجليزية: Dan Stevenson)‏ هو سياسي أمريكي، ولد في 16 أغسطس 1959 في هاموند في الولايات المتحدة. حزبياً، نشط في الحزب الديمقراطي. وقد انتخب عضو مجلس نواب إنديانا.